# Mark Schreiber, Baron Marlesford

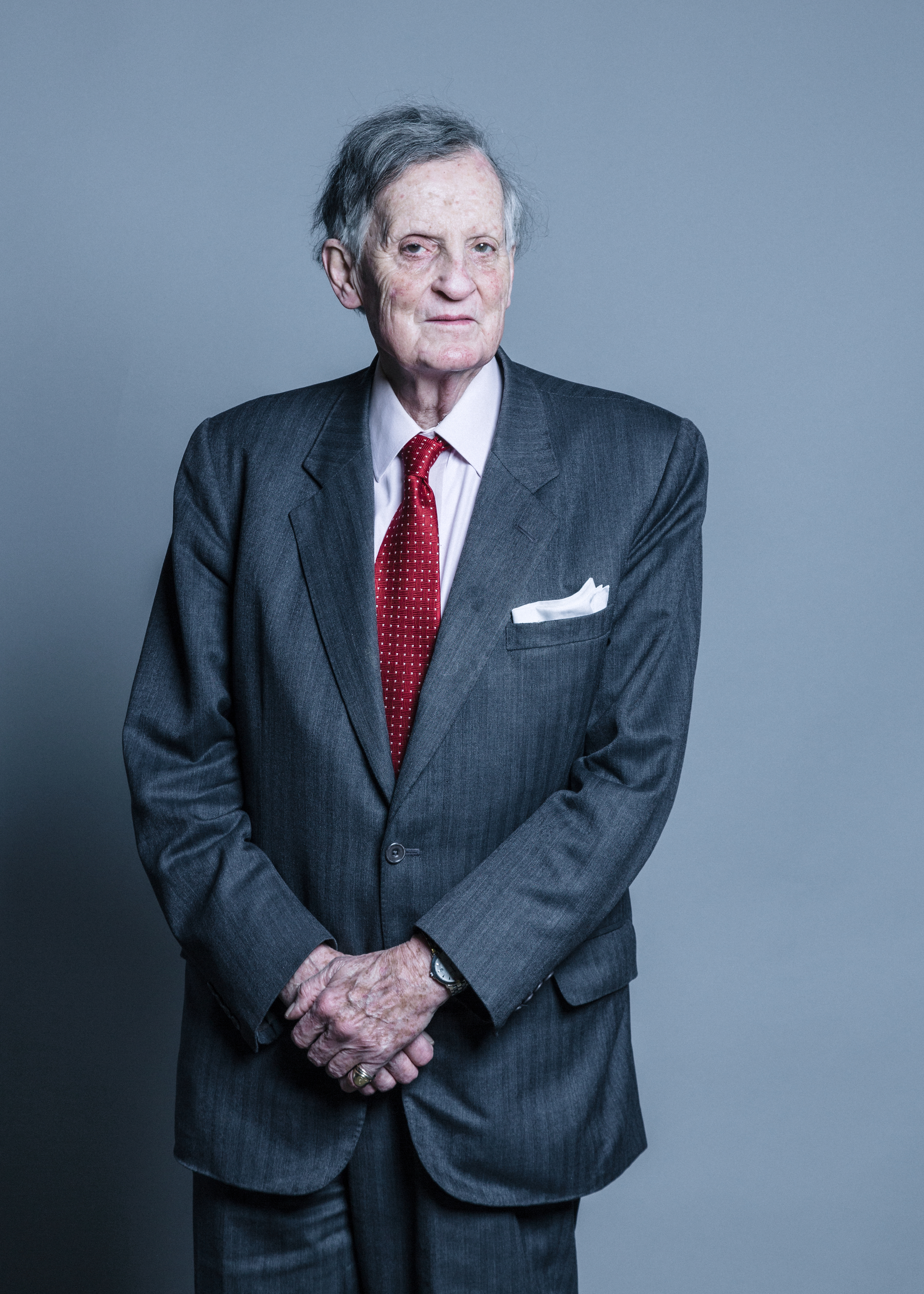
Mark Schreiber, Baron Marlesford

Mark Shuldham Schreiber, Baron Marlesford, DL (* 11. Oktober 1931; † 13. Juli 2025) war ein britischer Politiker der Conservative Party und Life Peer.

## Leben und Karriere
Schreiber besuchte das Eton College und das Trinity College. Er leistete seinen National Service bei den Coldstream Guards. Dort stieg er bis zum Second Lieutenant auf. Später war er als Landwirt tätig.
Von 1957 bis 1963 war er bei der Fisons Ltd tätig. Im Conservative Research Department war er von 1963 bis 1967. Von 1967 bis 1970 war er Direktor der Conservative Party Public Sector Research Unit. Für die Regierung war er von 1970 bis 1974 spezieller Berater. Von 1974 bis 1975 war er dies bei der Opposition.
Ebenfalls 1974 wurde er redaktioneller Berater bei The Economist und blieb dies bis 1991. In dieser Position war er als parlamentarischer Korrespondent tätig. Von 1989 bis 1995 war er Direktor der Eastern Group plc.
Von 1968 bis 1970 gehörte er dem East Suffolk County Council an. 1991 wurde er Deputy Lieutenant von Suffolk.

## Mitgliedschaft im House of Lords
Schreiber wurde am 7. Juni 1991 zum Life Peer als Baron Marlesford, of Marlesford in the County of Suffolk, ernannt. Seine offizielle Einführung ins House of Lords erfolgte am 11. Juni 1991 mit der Unterstützung von George Norrie, 2. Baron Norrie und Elizabeth Carnegy, Baroness Carnegy of Lour. Seine Antrittsrede hielt er am 24. Juni 1991.
Als Themen von politischem Interesse nannte er Naturschutz, Verteidigung und die Wirtschaft der EU. Als Staaten von Interesse nannte er China, Hongkong und Iran.
Von 2003 bis 2007 war er Mitglied des EU Select Committee. Von 2000 bis 2005 und seit 2010 gehört er dem Economic and Financial Affairs Sub-Committee an. Er war von 2005 bis 2009 Mitglied des Home Affairs Sub-Committee.
Er nahm als Mitglied der All-Party Parliamentary China Group im Dezember 2011 an einer Reise nach China teil.
Seine Anwesenheit bei Sitzungstagen lag im Zeitraum seit 2001 im mittleren bis höheren Bereich.

## Weitere Ämter
Von 1980 bis 1992 war er Mitglied der Countryside Commission. Von 1985 bis 1993 gehörte er der Rural Development Commission an.
Bei Mitsubishi Corporation International NV war er von 1990 bis 2003 Berater, ebenso bei John Swire & Sons von 1993 bis 2009. Von 1993 bis 1998 war er Vorsitzender (Chairman) von Council for the Protection of Rural England.
Seit 1991 war er unabhängiger nationaler Direktor der Times Newspapers Holdings Ltd. Von 1997 bis 2007 war er Direktor des Baring New Russia Fund.
Schreiber war zeitweise (Dezember 2012) Non-executive Director des Finanzdienstleisters Gavekal Research in Hongkong, Vorsitzender (Chairman) des Marlesford Parish Council seit 1978 und Präsident der Suffolk Preservation Society seit 1998.

## Familie
Seinen eigenen Angaben zufolge war seine Urgroßmutter Griechin und eine Nichte von Ioannis Kapodistrias.